# Meredith (New Hampshire)
Pour les articles homonymes, voir Meredith.
Meredith est une municipalité américaine située dans le comté de Belknap au New Hampshire. Selon le recensement de 2010, sa population est de 6 241 habitants, dont 1 718 à Meredith CDP.

## Géographie
La municipalité s'étend sur 54,21 milles carrés (140,4 km2), dont 14,30 milles carrés (37,04 km2) d'étendues d'eau.

## Histoire
En 1748, la localité est fondée sous le nom de Palmerstown par des hommes de Samuel Palmer, qui a arpenté les alentours du lac Winnipesaukee. Elle est rebaptisée New Salem, une grande partie de ses habitants étant originaires de Salem (Massachusetts). La ville devient une municipalité en 1768 et prend le nom de l'homme politique William Meredith, opposant aux impôts sur les colonies.

## Démographie
La population de Meredith est estimée à 6 366 habitants au 1er juillet 2016.
Le revenu par habitant était en moyenne de 40 209 dollars par an entre 2012 et 2016, au-dessus de la moyenne du New Hampshire (35 264 dollars) et de la moyenne nationale (29 829 dollars). Sur cette même période, 11,9 % des habitants de Meredith vivaient cependant sous le seuil de pauvreté (contre 7,3 % dans l'État et 12,7 % à l'échelle des États-Unis).